# Pragmateftís
Pragmateftís (grec moderne : Πραγματευτής ; tsakonien : Πραματευτά) est une localité située dans le dème de Cynourie-du-Sud, dans le district régional d'Arcadie, dans la périphérie du Péloponnèse, en Grèce.
Selon le recensement de 2021, elle compte 139 habitants.